# دارن بردلی
دارن بردلی (انگلیسی: Darren Bradley؛ زادهٔ ۲۴ نوامبر ۱۹۶۵) بازیکن فوتبال اهل بریتانیا است.
از باشگاه‌هایی که در آن بازی کرده‌است می‌توان به باشگاه فوتبال وست برومویچ آلبیون، باشگاه فوتبال والسال، و باشگاه فوتبال استون ویلا اشاره کرد.